# Ульянова, Ольга Дмитриевна
О́льга Дми́триевна Улья́нова (4 марта 1922, Москва — 25 марта 2011, Москва) — племянница Владимира Ильича Ленина (Ульянова), дочь его младшего брата Дмитрия Ильича Ульянова.

## Биография
Родилась 4 марта 1922 года в Москве в семье младшего брата Ленина — Дмитрия Ильича Ульянова (1874—1943) и Александры Фёдоровны Ульяновой (Карповой) (1883—1956).
Во время эвакуации семьи Дмитрия Ильича в Ульяновск, дочь Ольга, студентка МГУ, изъявила желание поработать в Доме-музее В. И. Ленина экскурсоводом. Приказом директора № 51 от 11 ноября 1941 года Ольга Дмитриевна Ульянова была зачислена внештатным экскурсоводом музея и проработала до 5 июля 1942 года.
В 1944 году вступила во Всесоюзную коммунистическую партию (большевиков).
В 1949 году вышла замуж за Алексея Николаевича Мальцева (1915—2004).
Окончила химический факультет МГУ. Защитила кандидатскую диссертацию, стала доцентом Московского государственного университета. Член Союза журналистов.
Опубликовала несколько книг и более 150 статей о В. И. Ленине, о семье Ульяновых. Консультировала музей Ленина в Ульяновске.
В советское время была удостоена ряда правительственных наград, в том числе ордена Трудового Красного Знамени.
В последние годы жизни высказывалась за сохранение тела Ленина в Мавзолее.
Являлась хранителем партбилета № 1, принадлежащего В. И. Ленину.
Являлась почётным гражданином Ульяновской области (2000).
Умерла 25 марта 2011 года в Москве. Тело было кремировано, а урна с прахом захоронена рядом с прахом её родителей и мужа в колумбарии Новодевичьего кладбища.

## Личная жизнь
- Муж Алексей Николаевич Мальцев (1915—2004).
  - Дочь — Надежда Алексеевна Мальцева (род. 1953 г.) специалист Государственного музея-заповедника «Московский кремль»[6].
    - внучка Елена (род. 1978 г.)[7]

## Книги
- Родной Ленин : (Владимир Ильич и его семья). — М. : ИТРК, 2002. — 222, [1] с. : ил.; 21 см; ISBN 5-88010-144-4